# José Aurelio Rozo Gutiérrez
José Aurelio Rozo Gutiérrez (ur. 19 marca 1933, zm. 10 czerwca 2019) – kolumbijski duchowny rzymskokatolicki, w latach 1977-1999 prefekt apostolski Vichada.

## Życiorys
Święcenia kapłańskie przyjął 9 sierpnia 1959. 6 maja 1977 został mianowany prefektem apostolskim Vichada. 22 grudnia 1999 zrezygnował z urzędu.